# Casa Manta

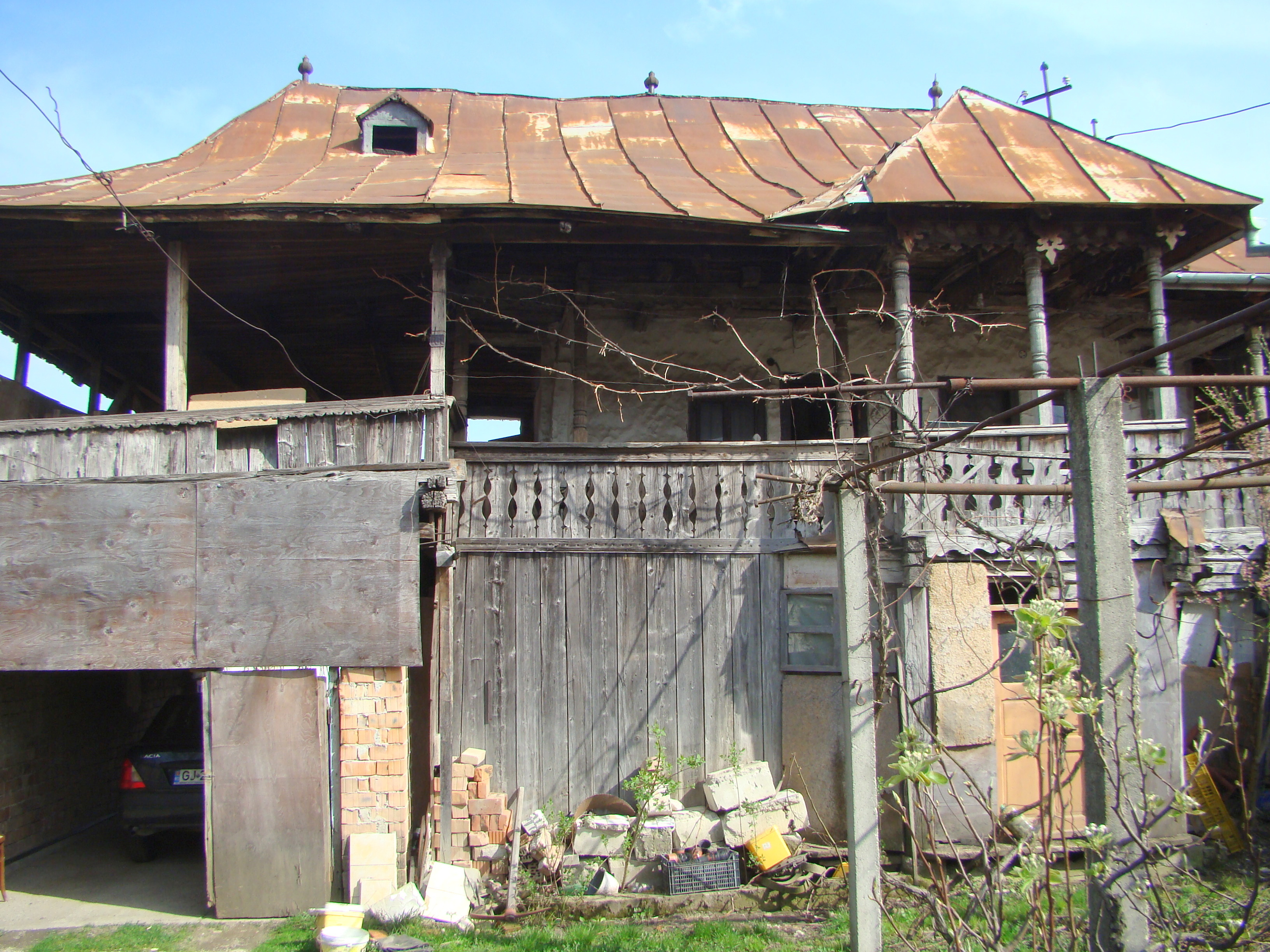
Casa Manta din Turcinești, județul Gorj, foto: aprilie 2018.

Casa Manta este un monument istoric aflat pe teritoriul localității Turcinești, județul Gorj. Figurează în lista monumentelor istorice sub codul LMI:  GJ-II-m-B-09420.

## Istoric
Casa a fost construită în secolul XIX. În prezent se află într-o stare accentuată de degradare. Fostul proprietar a lăsat-o, prin testament, Mănăstirii Lainici, care nu a întreprins nici un demers pentru salvarea acestui monument istoric.

## Imagini

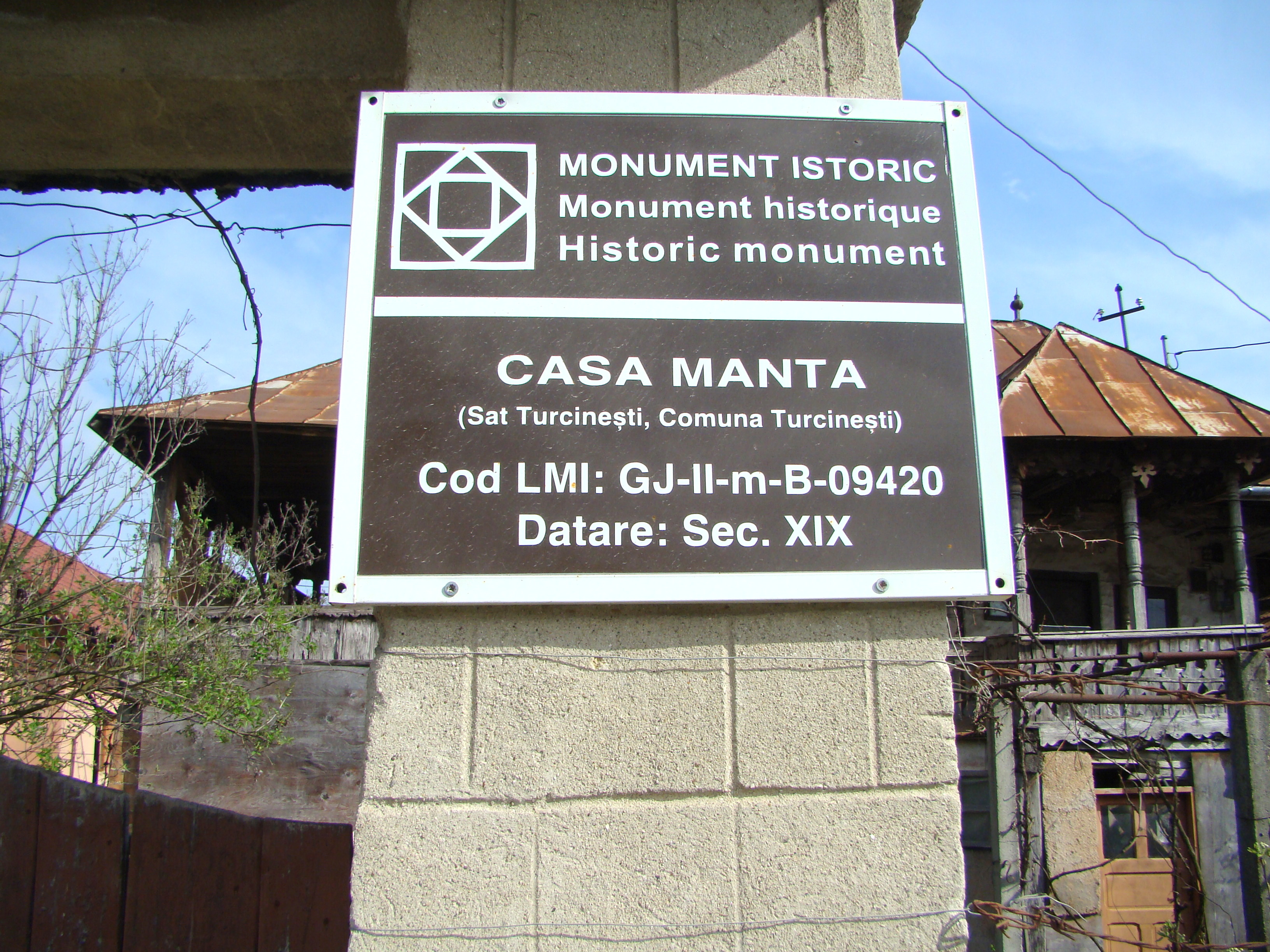
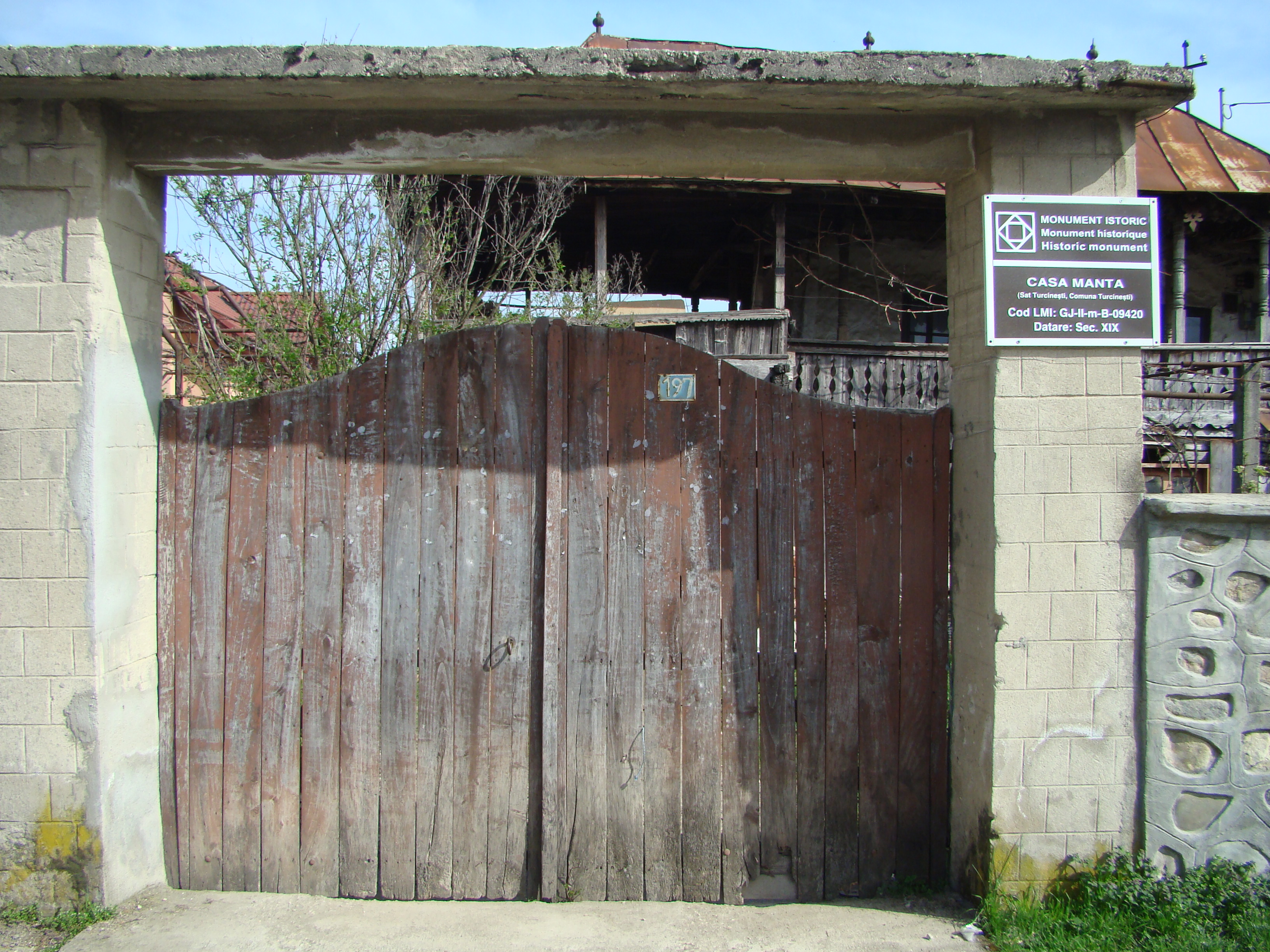
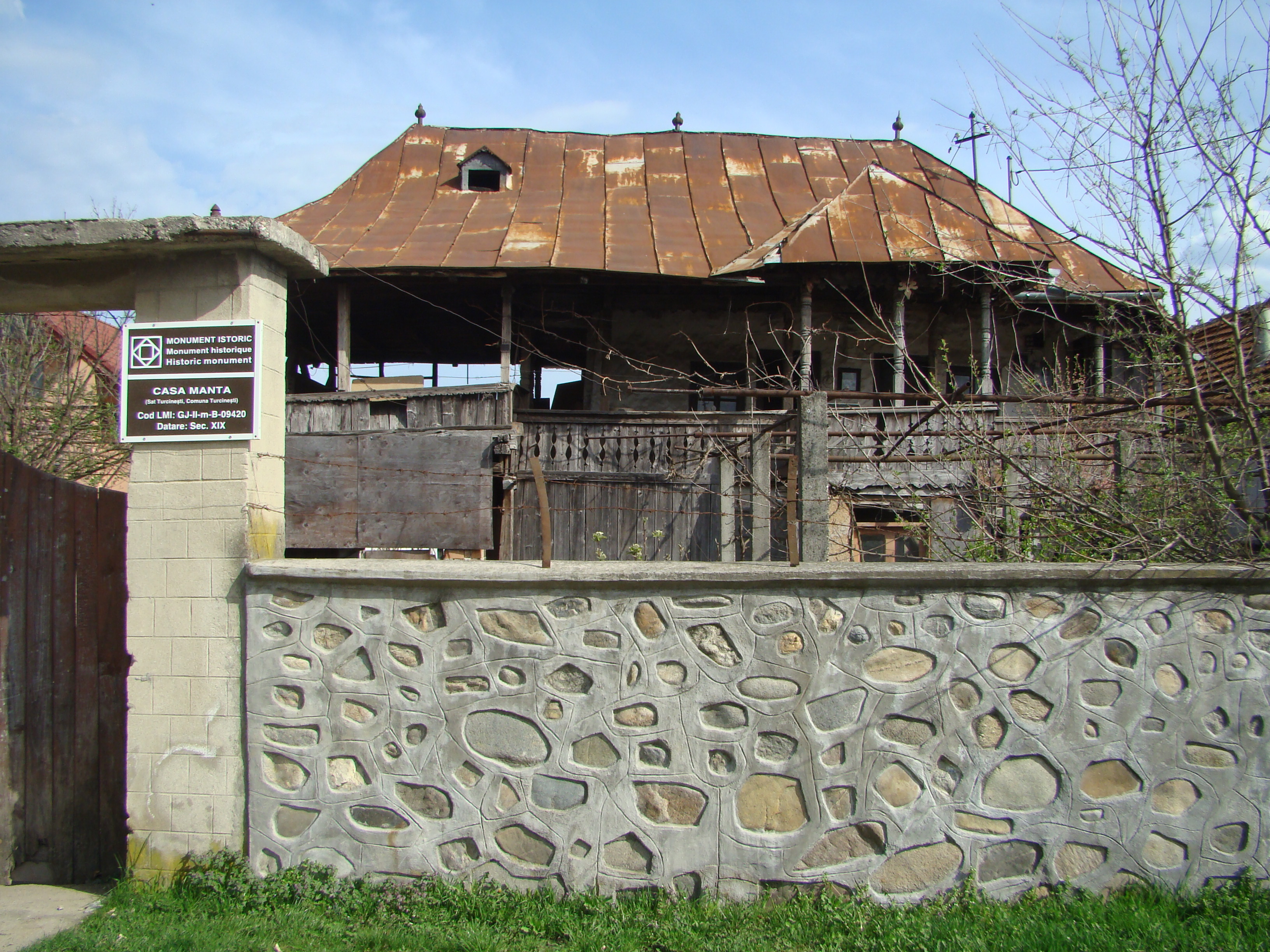
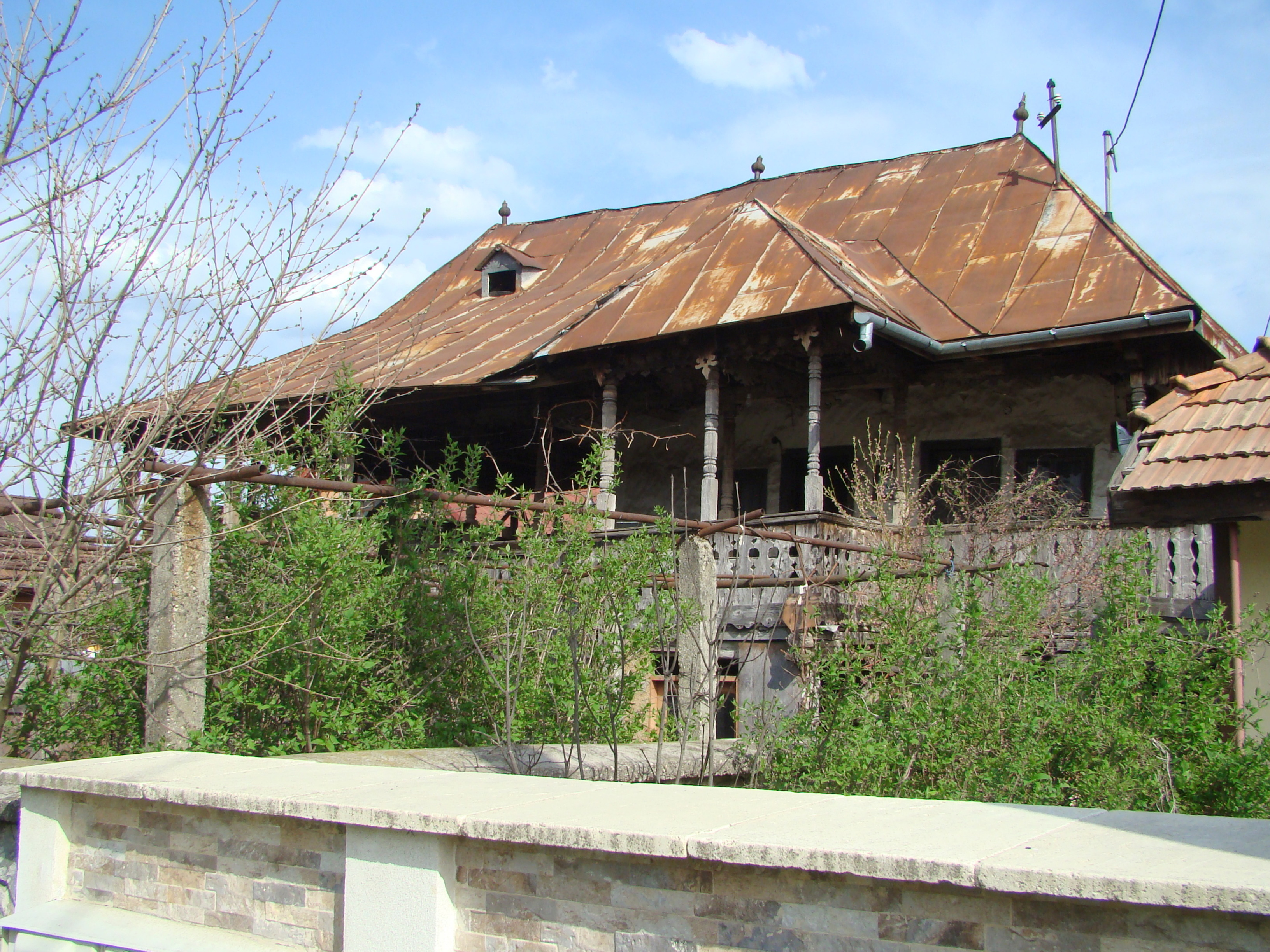
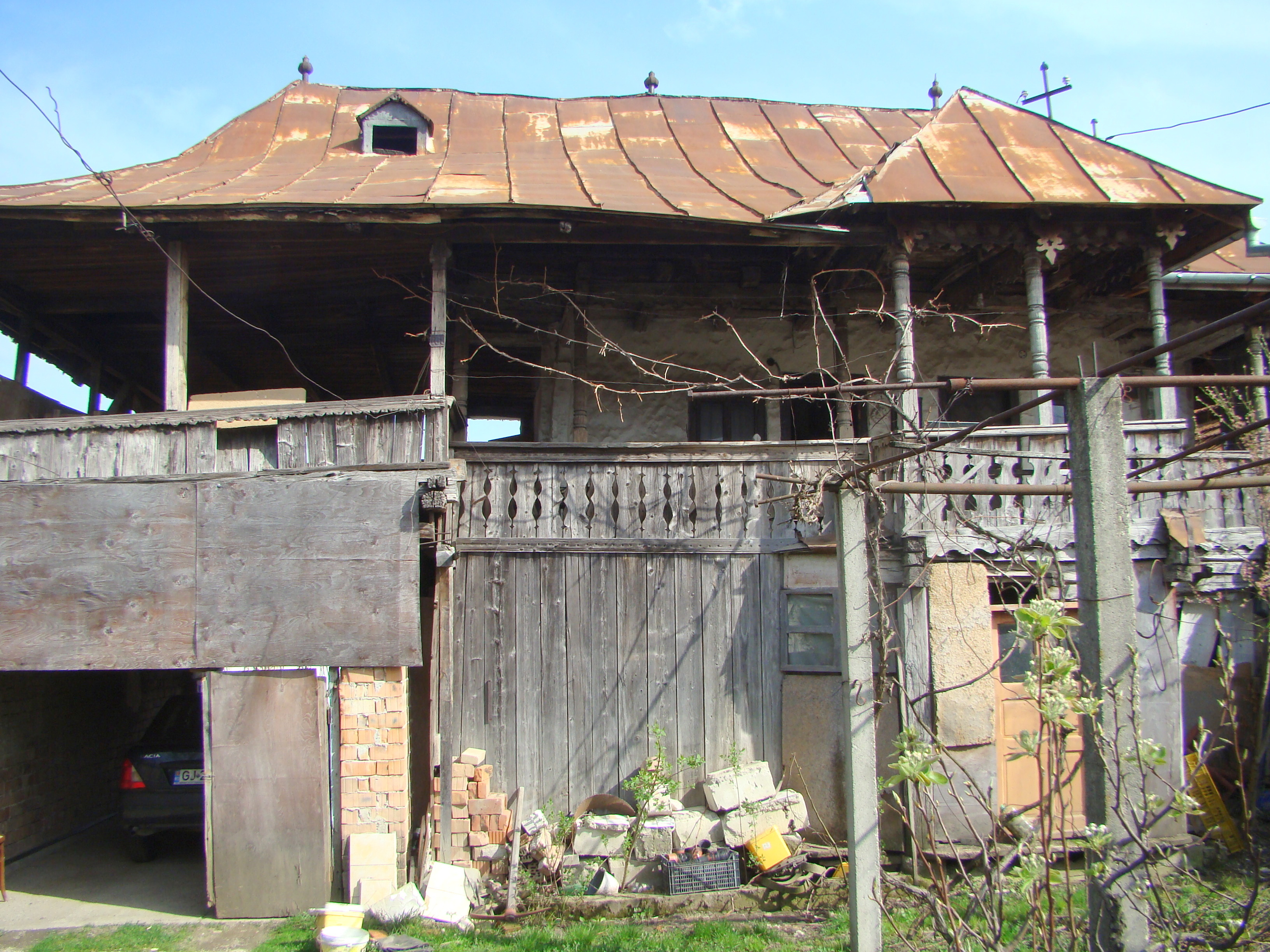
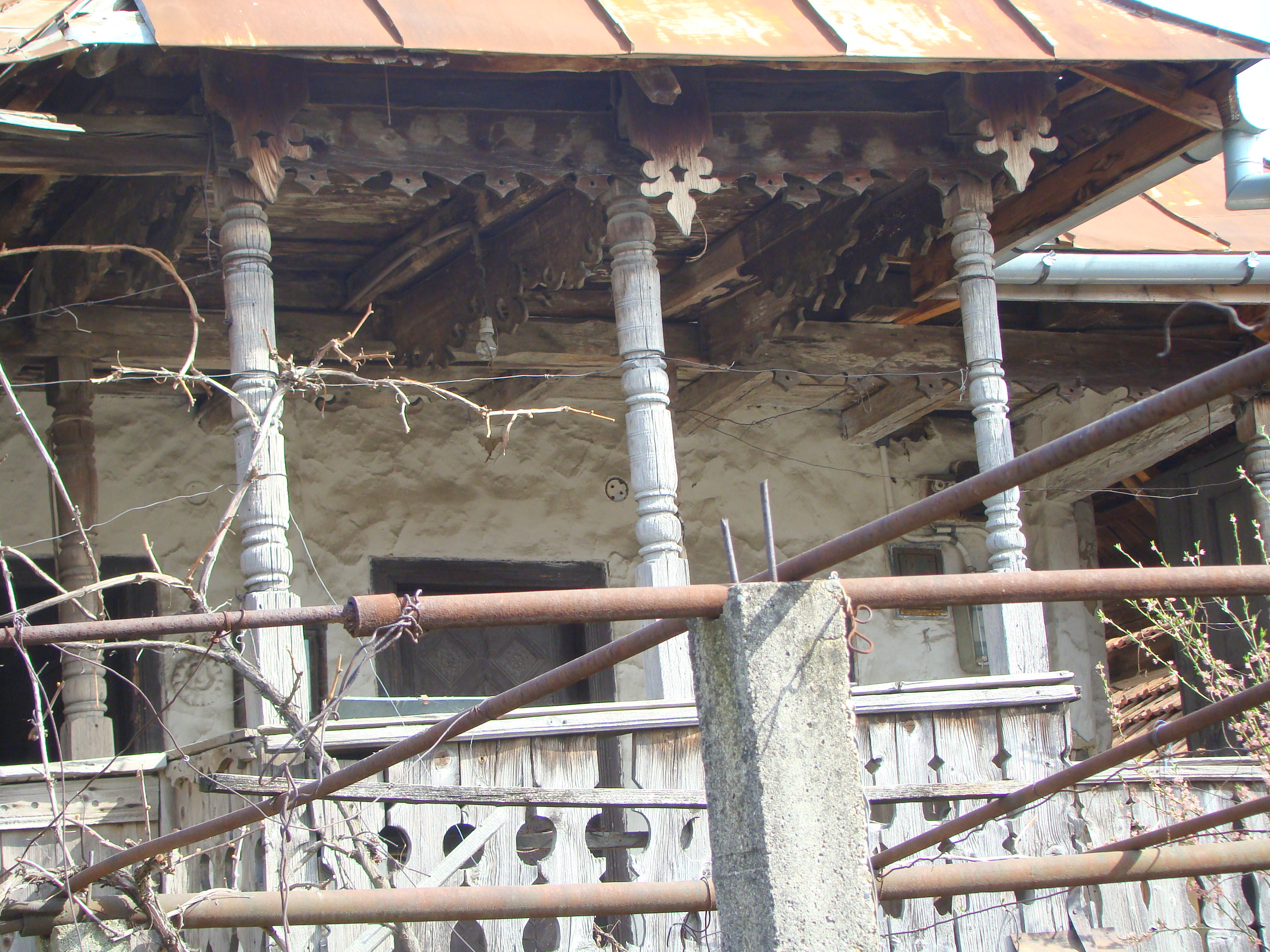